# Beskralježnjaci
Beskralježnjaci (Invertebrata ili Avertebrata) su sve životinje koje nemaju kralježnicu. U tu neformalnu skupinu živih bića spada većina svih danas poznatih životinjskih vrsta.
Beskralježnjaci ne tvore jedinstvenu i prirodno srodnu skupinu. Pored niza životinja iz skupine bez horde, ovdje se svrstavaju i dva potkoljena svitkovaca, plaštenjaci (Urochordata) i bezlubanjci (Acrania).

## Poveznice
- Sistematika beskralježnjaka